# Route B2 (Chypre)
Pour les articles homonymes, voir B2 et Route B2.
La route B2 est une route chypriote reliant Pera Chorio (en) à Larnaca,.

## Tracé
- Pera Chorio (en)
- Dali
- Lympia (en)
- Aradippou
- Larnaca